# میدو (بازیکن فوتبال)
احمد حسام (عربی: أحمد حسام حسين عبد الحميد؛ زاده ۲۳ فوریهٔ ۱۹۸۳) یک بازیکن فوتبال اهل مصر است.